# Ann Tyrrell
Pour les articles homonymes, voir Tyrrell.
Ann Tyrrell, née le 6 février 1909 dans le comté de Whatcom et morte le 20 juillet 1983 à Pasadena (Californie), est une actrice américaine de théâtre, de cinéma et de télévision. Elle est connue en particulier pour ses rôles dans les sitcoms Private Secretary (1953–1957) et The Ann Sothern Show (en) (1958–1961).

## Biographie
Ann Tyrrell ne s'est jamais mariée et n'a pas eu d'enfant. Elle meurt d'une crise cardiaque à l'âge de 74 ans,.

## Filmographie

### Cinéma
- 1949 : Fiancée à vendre : Miss Swanson
- 1950 : Mother Didn't Tell Me (en) : Mrs. Jones
- 1950 : Appointment with Danger : secrétaire
- 1950 : Femmes en cage : Edna
- 1950 : Once a Thief : Dr Borden
- 1950 : Kiss Tomorrow Goodbye : Miss Staines
- 1950 : La porte s'ouvre : Nurse
- 1950 : Bunco Squad : Miss Dilby
- 1950 : La Ménagerie de verre (The Glass Menagerie) : fonctionnaire
- 1950 : Emergency Wedding : Miss Neilson
- 1950 : Father's Wild Game : Tilda
- 1951 : Gasoline Alley : Miss Ent
- 1951 : Bedtime for Bonzo : opératrice du téléphone
- 1951 : L'Implacable (Cry Danger) de Robert Parrish : femme dans l'appartement #201
- 1951 : Up Front : Nurse
- 1951 : My True Story : Sophie
- 1951 : As Young as You Feel : Cleveland's secretary
- 1952 : Love Is Better Than Ever : Mrs. Whitney
- 1952 : Paula : Nurse Receptionist
- 1952 : The Girl in White : Nurse Bigley
- 1952 : The Sellout : Mrs. Jennie Nova Amboy
- 1952 : Holiday for Sinners
- 1952 : Because of You : Nurse
- 1953 : Julius Caesar
- 1953 : Young Bess : Mary
- 1953 : Take Me to Town :Louise Pickett
- 1953 : Half a Hero
- 1954 : Executive Suite : Miss Nordley
- 1954 : Lucky Me
- 1955 : Seven Angry Men : Mrs. Mary Brown
- 1955 : Bonjour Miss Dove : Mrs. Makepeace

### Télévision
- 1952 : The Unexpected épisode: "Lifeline"
- 1952 : Adventures of Superman : Miss Walton  épisode: "The Deserted Village"
- 1952-1953 : The Adventures of Kit Carson différents rôles (3 épisodes)
- 1954 :Schlitz Playhouse épisode: "The Best of Everything"
- 1954-1957 : Private Secretary : Violet "Vi" Praskins
- 1955 : Soldiers of Fortune : Mrs. Anderson épisode: "Drums of Far Island"
- 1955 : Jane Wyman Presents The Fireside Theatre : Nurse Hanson épisode: "The Key"
- 1958 :The People's Choice : Emma Episode: "Missing Moolah"
- 1958-1961 : The Ann Sothern Show (en) : Olive Smith
- 1962 : The Danny Thomas Show : Mrs. Marshall épisode: "Casanova Tonoose"
- 1964 : Burke's Law : Miss Ruth Potter  épisode: "Who Killed the Paper Dragon?"